# Kalifat
Kalifat (Califato en español) es una serie de televisión dramática sueca que se estrenó el 12 de enero de 2020 en Sveriges Television y se convirtió en la serie más vista en SVT Play. El 18 de marzo se estrenó en la plataforma Netflix. La serie está formada por una sola temporada de ocho episodios, todos dirigidos por Goran Kapetanović.
La historia se centra en los relatos convergentes de Fátima, una agente del Servicio de Seguridad Sueco (Säpo) que recibe información de que se puede estar planificando un ataque terrorista en Suecia; de Pervin, una mujer sueca musulmana que vive en Raqa (Siria), dentro del Estado Islámico; de Ibbe, un ayudante de docencia en un instituto de secundaria en Suecia; y de la familia Wasem, con sus dos hijas adolescentes.

## Argumento
La serie empieza en septiembre del 2015, cuando la agente del Säpo Fatima recibe una llamada de una mujer llamada Pervin. Pervin acompañó a su marido Husam cuando este se unió a un grupo terrorista del califato del Estado Islámico en Siria. Ahora quiere huir y volver a Suecia con su hija pequeña. Cuando Pervin habla de Husam y otros suecos que planean un ataque terrorista en Suecia, Fátima se interesa y pide a Pervin que los espíe a cambio de ayudarla a escapar.
En Järva, un barrio de la ciudad de Solna, viven dos hermanas adolescentes, Sulle y Lisha de 15 y 13 años, y su amiga Kerima, de 15 años. No tienen conocimiento del islam, pero empiezan a interesarse tanto por el islam político como religioso después de reaccionar ante el conflicto Israel-Palestina y ante la descripción negativa del Islam en los medios de comunicación occidentales. Guiadas por el ayudante de docencia Ibbe, un islamista fundamentalista vinculado al ISIS que actúa oculto en Suecia bajo el nombre de «El Viajero» y trabaja en un instituto de secundaria del mismo barrio, y tras ver vídeos que presentan al Estado Islámico como un paraíso, se van radicalizando, hasta que Ibbe les consigue un billete de avión para empezar una nueva vida en el autodenominado califato. Los padres secularizados de las hermanas ven con impotencia cómo las hijas se alejan hacia el extremismo.

## Reparto
- Gizem Erdogan como Pervin El Kaddouri
- Aliette Opheim como Fátima Zukić
- Nora Ríos como Suleika 'Sulle' Wasem
- Amed Bozan como Husam El Kaddouri
- Yussra El Abdouni como Lisha Wasem
- Arvin Kananian como Nadir Al-Shahrani
- Lancelot Ncube como Ibrahim "Ibbe" Haddad
- William Legue como Omar Soudani
- Simon Mezher como Suleiman Wasem
- Amanda Sohrabi como Kerima
- Albin Grenholm como Calle
- Marcus Vögeli como Jakob Johannisson
- Nils Wetterholm como Emil Johannisson

## Producción

### Guion
El guionista Wilhelm Behrman tuvo la idea de Kalifat en 2015, cuando vio una imagen de vigilancia del aeropuerto de Gatwick de tres adolescentes, denominadas en los diarios británicos cómo el «trío de Bethnal Green», que iba camino de Raqa para unirse al ISIS. Describió que la foto lo dejó de piedra porque era «penetrante y provocadora. En parte porque las chicas eran casi exactamente iguales que mi propia hija. La dejé en el móvil y me di cuenta que quería escribir algo». Una imagen de rehenes en París dio a Behrman la idea de combinar las dos historias. Contactó con el guionista Niklas Rockström y juntos hicieron investigaciones en colaboración con periodistas e imanes musulmanes y, según Behrman, «una buena fuente de la Säpo que ha sido de gran ayuda». Después escribieron juntos una sinopsis que se presentó por primera vez a la productora Filmlance International y después a Sveriges Television. Los dos se dedicaron al proyecto y Netflix compró los derechos de visualización fuera de los países nórdicos.

### Dirección y selección de actores
Goran Kapetanović fue seleccionado como director de todos los capítulos de la temporada. Director del largometraje Krig (2017) y el mediometraje ganador del premio Guldbagge Min faster y Sarajevo (2016), Kapetanovic se sintió atraído por el guion y la representación de un tema social «interesante y sensible», y asumió la intención de explorar los mecanismos de la radicalización y dejar que los personajes llevaran la historia. Kapetanović recomendó para el papel de Fátima a Aliette Opheim, que lo rechazó, en parte porque «quería interpretar otra cosa que no fuese una simple agente de policía» y en parte porque el guion contenía varias escenas de teléfono que consideraba «demasiado frías y solitarias». A pesar de todo, al final cambió su decisión, puesto que le gustaban la representación de los papeles de los diferentes grupos de personajes y las historias paralelas que se entrelazaban. Consideró su personaje cómo un tipo de «Lisbeth Salander fracasada», que «comete muchos errores y utiliza a Pervin por el bien de su propia carrera».
El papel de Pervin El Kaddouri fue para Gizem Erdogan, premiada anteriormente en el Festival de Cine de Estocolmo. Erdogan fue recomendada por Kapetanović, y ha descrito su personaje como complejo y una superviviente, que progresivamente deja de tener miedo al mundo que la rodea. El actor teatral Amed Bozan recibió el papel del marido de Pervin, Husam El Kaddouri. Describió su personaje como «semi-criminal pero todavía un tipo real, con un fuerte arraigo y sentimiento de pertenencia». Antes del papel, Bozan dejó de afeitarse los cabellos y la barba y bajó 13 kilos en dos meses. También estudió varios individuos para retratar una persona con trastorno por estrés postraumático. A Nora Ríos se le asignó el papel de Sukun Wasem, un personaje «muy inquieto. Una adolescente que se está buscando a sí misma, igual que todos los adolescentes, pero acaba en manos de una persona manipuladora con una agenda oculta». A Lancelot Ncube se le asignó el papel del ayudante de docencia y colaborador del ISIS Ibrahim Haddad.
Antes de la producción, Erdogan y Ríos leyeron la novela Två systrar (2016) de Åsne Seierstad, protagonizada por dos hermanas radicalizadas en Noruega que planean viajar hacia Siria y participar en la guerra contra Bashar al-Ásad.

### Grabación
Los capítulos de la serie se rodaron en Estocolmo y en Amán durante 3 meses entre el 2018 y el 2019. Las escenas de Raqa se rodaron en un suburbio de Amán en otoño de 2018. Las grabaciones también tuvieron lugar a Katrineholm y en un campo de tiro en las afueras de Hedemora. Junto con el cinematógrafo Jonas Alarik, Kapetanović ha querido crear «una apreciación documental con la serie. No tiene que ser ninguna cosa edulcorada o pomposa a la manera norteamericana». Kapetanovic también se inspiró en la serie de televisión Gomorra, principalmente en su estética cruda y desagradable.